# Rochuskapelle (Bingen)

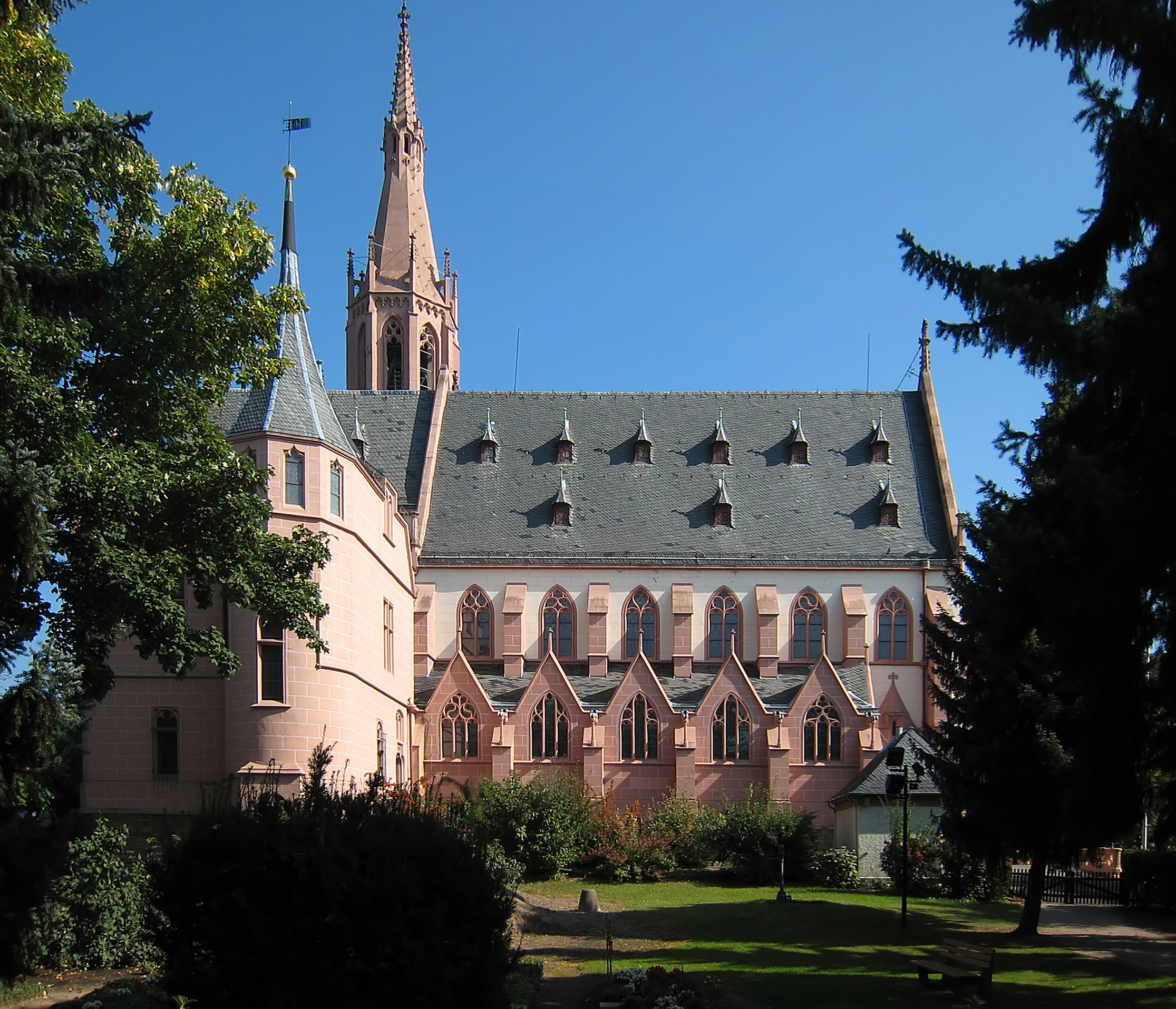
Rochuskapelle, Westseite

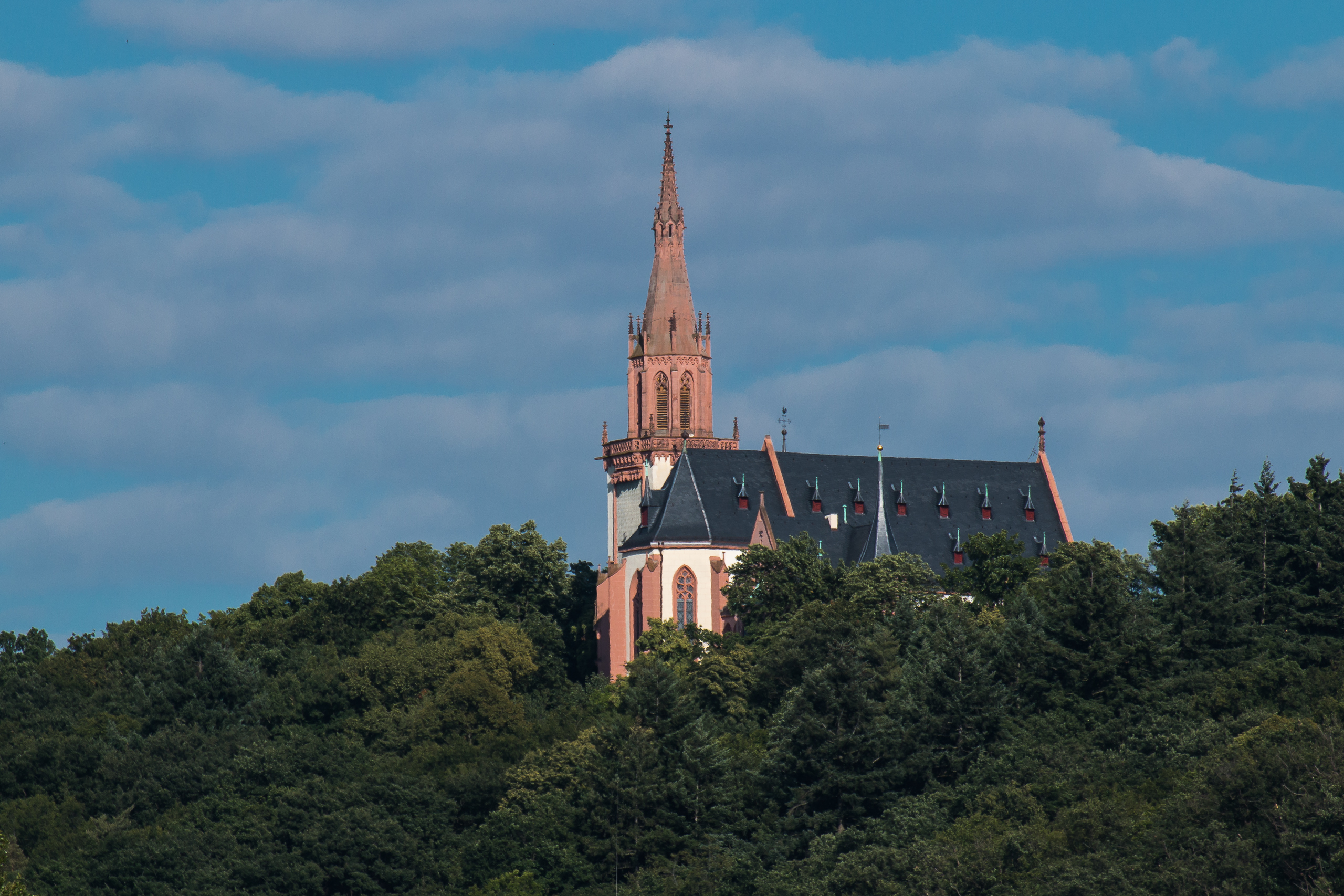
Die Rochuskapelle vom Rheinufer aus

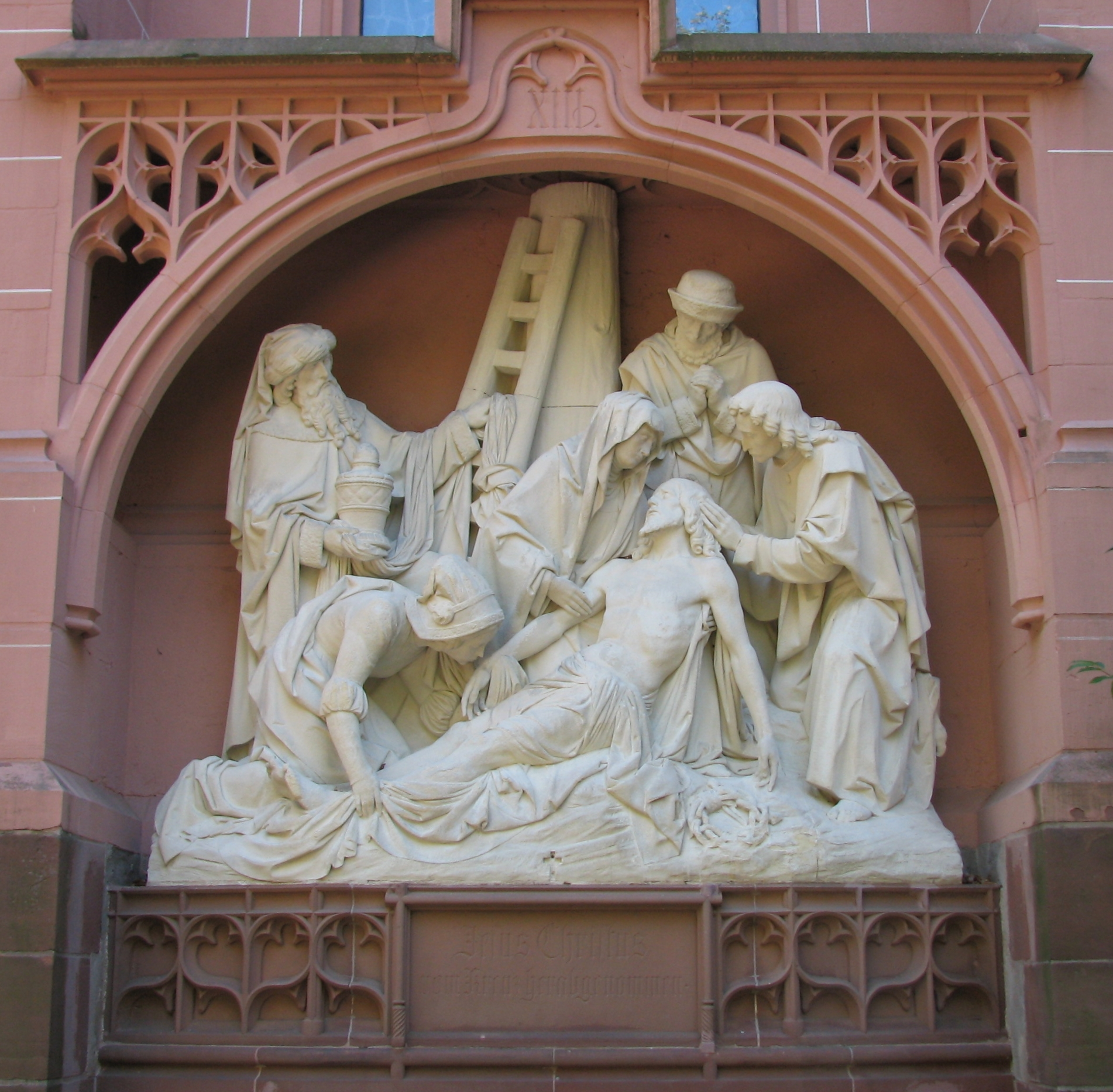
Skulptur „Christus vom Kreuz herabgenommen“

Die St.-Rochus-Kapelle ist eine Ende des 19. Jahrhunderts erbaute Wallfahrtskirche, die südöstlich von Bingen am Rhein auf dem Rochusberg steht. Sie ist seit 2002 Teil des UNESCO-Welterbes Oberes Mittelrheintal.

## Geschichte
Ein erster Kapellenbau wurde zur Zeit der Kreuzzüge durch heimkehrende Kreuzfahrer errichtet. Im Jahr 1417 vereinigte der Mainzer Erzbischof Johann II. von Nassau die mit der Bethlehemskapelle verbundenen Stiftungen mit der St. Martin (Bingen), die durch einen großen Brand völlig verarmt war. Die Kapelle verfiel anschließend und geriet in Vergessenheit.
Die erste Rochuskapelle wurde nach dem Pestjahr 1666 erbaut.

„…daß die gesamte Stadt allda ein Votum getan, in honorem S. Rochi eine Kapelle auf dem Hesselingen zu bauen. alljährlich am Tag des hl. Rochus eine Prozession dorthin zu führen und den halben Tag zu feiern.“

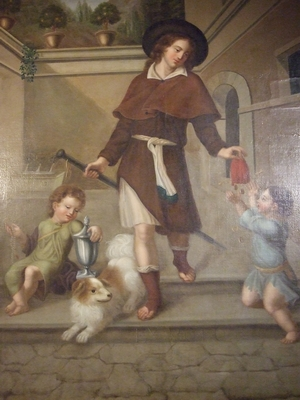
Altargemälde des Hl. Rochus von Louise Seidler (gestiftet von Johann Wolfgang von Goethe), um 1816

1795 wurde sie während der französischen Besetzung des Rheintals durch Beschuss von deutschen und österreichischen Truppen zerstört und durch die sie besetzenden Franzosen ausgebeutet. Der zweite Bau entstand 1814 nach einer vorausgegangenen Typhusepidemie, die von zurückkehrenden Soldaten ausgelöst worden war. Die Rochusbruderschaft kaufte für diesen Bau die gesamte Inneneinrichtung des aufgehobenen Klosters Eibingen. In jenem Jahr wurden außerdem die von Bischof Joseph Ludwig Colmar ebenfalls aus dem Kloster Eibingen zurückgeholten Reliquien des hl. Rupert von Bingen und seiner Mutter, der hl. Berta von Bingen, in die Kapelle übertragen, wo sie bis heute ruhen.
Das Rochusfest jenes Jahres wurde durch Goethe ausführlich beschrieben. Anfang 1816 gab Goethe bei Louise Seidler ein Altarbild des „heiligen Rochus“ in Auftrag, das nach dem Entwurf von Johann Heinrich Meyer angefertigt werden sollte und das er der Rochuskapelle in Bingen stiftete, die er in „Am Rhein, Main und Neckar“ 1814 lebendig geschildert hatte.
Goethe schrieb dazu:

„Ein Bild des heiligen Rochus, welches gar nicht übel, aber doch allenfalls noch von der Art ist daß es Wunder thun kann, gelangt hoffentlich nach Bingen, um an dem großen Tage die Gläubigen zu erbauen. Es ist wunderlich entstanden. Die Skizze ist von mir, der Carton von Hofr. Meyer und eine zarte liebe Künstlerinn hat es ausgeführt. Sie werden es schwerlich dem Rochusberge in Ihre Sammlung entwenden. Es sey aber an seinem Platze wirksam und so ist es recht und gut.“

1889 schlug ein Blitz in den Dachreiter ein, und die Kapelle brannte bis auf das Mauerwerk ab.

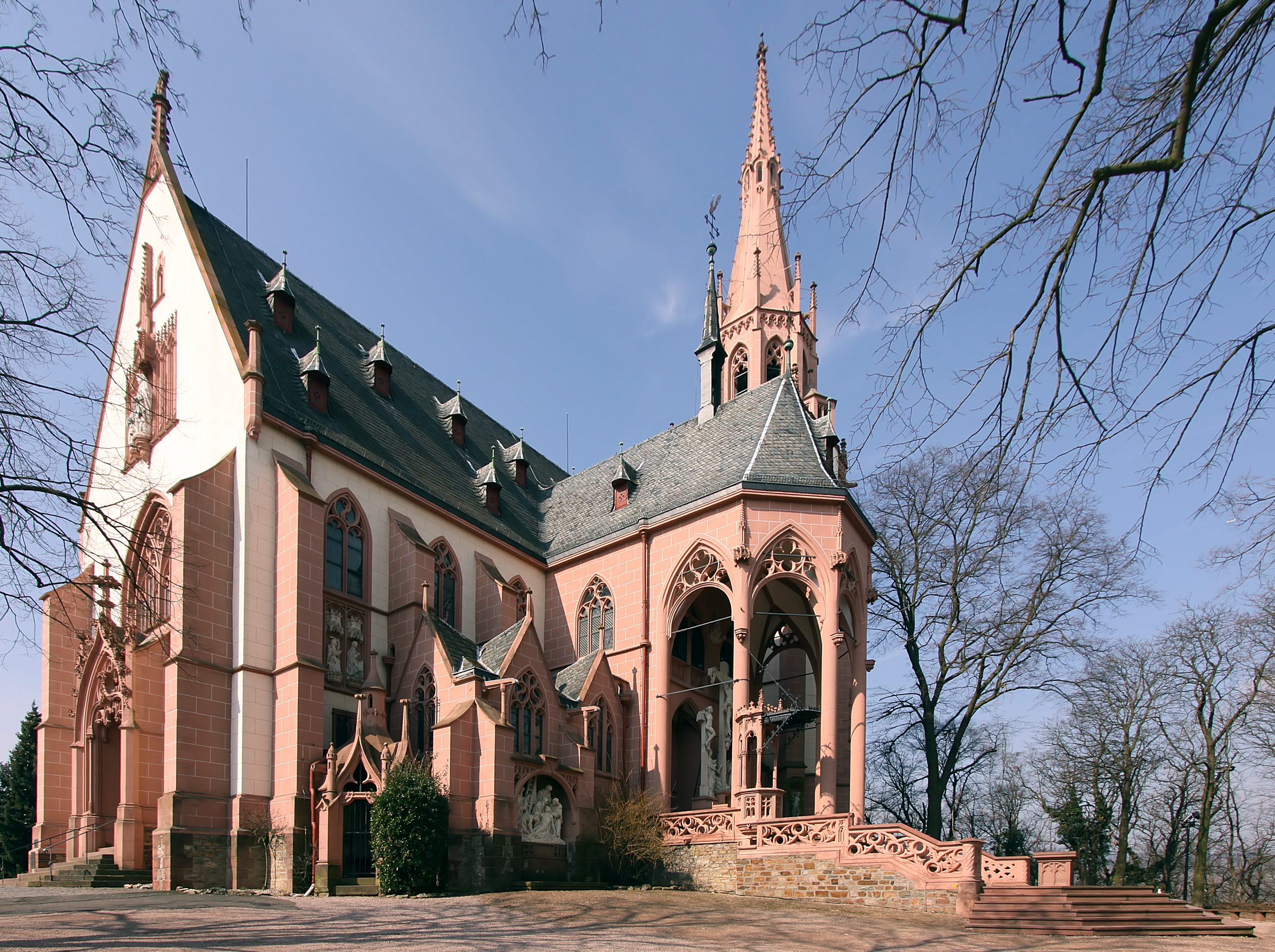
Rochuskapelle

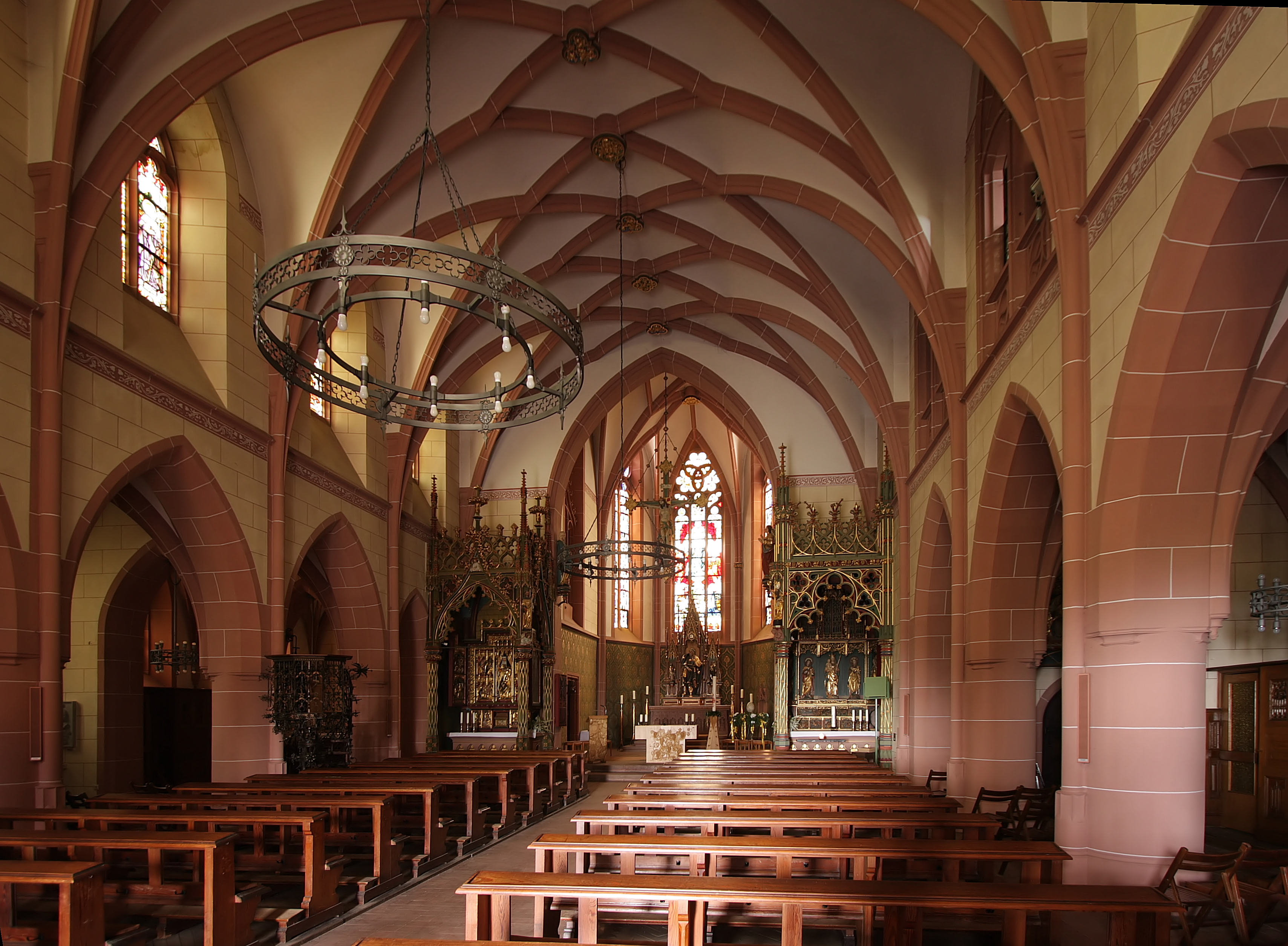
Innenansicht der Rochuskapelle

Der heutige Bau entstand nach Plänen des Freiburger Dombaumeisters Max Meckel von 1893 bis 1895 in neugotischem Stil und wurde unter Beteiligung der Steinmetzfirma Zeidler & Wimmel (Berlin) errichtet. Noch heute wird hier an den beiden letzten Augustwochenenden die achttägige „Rochusoktav“ gefeiert, begleitet von dem schon zitierten Fest.
Zur Ausstattung der Rochuskapelle gehören Stücke des 15. bis 19. Jahrhunderts. Die barocke Rochusstatue über dem Hochaltar ist das einzige Teil, das aus dem abgebrannten Bauwerk gerettet worden ist. Die Glasfenster schuf Alexander Linnemann.

## Orgel
Da die Wallfahrtskapelle auch einen Außenchor besitzt, steht die Orgel (ohne Prospekt) in einer Kammer über dem südlichen Seitenschiff. So können Abschallklappen entweder zum Kirchenraum oder zum Außenchor geöffnet werden. Die Orgel wurde von der Firma B. Schlimbach & Sohn, Würzburg gebaut und hat 19 Register auf zwei Manualen und Pedal.
| I Hauptwerk C–f3 |     |
| Quintatön        | 16′ |
| Principal        | 8′  |
| Hohlflöte        | 8′  |
| Gamba            | 8′  |
| Octave           | 4′  |
| Rohrflöte        | 4′  |
| Cornett IV       |     |
| Mixtur V         |     |
| Trompete         | 8′  |

| II Nebenwerk C–f3 |    |
| Flötenprincipal   | 8′ |
| Flöte amabile     | 8′ |
| Salicional        | 8′ |
| Gedackt           | 8′ |
| Dolce             | 8′ |
| Flöte dolce       | 4′ |

| Pedal C–d1   |     |
| Subbaß       | 16′ |
| Principalbaß | 16′ |
| Violoncello  | 8′  |
| Tuba         | 16′ |

- Koppeln: II/I, I/P, II/P
- Spielhilfen: Feste Kombinationen (pp, f, tutti)

Im Hang vorgelagert befindet sich die kleine Bethlehemskapelle aus dem gleichen Jahr. Sie erinnert an die Kapelle, die hier in der Zeit der Kreuzzüge stand (der Rochusberg hieß damals Hesselberg) und die 1417 dem Martinsstift übereignet wurde. Der auf der weiten Terrasse vor der Rochuskapelle befindliche polygonale, durchbrochene Sandstein-Bau gibt der Grotte Licht.

## Glocken
Für die St.-Martins-Kirche in Bingen sowie die St.-Rochus-Kapelle lieferte die Glockengießerei Otto aus Hemelingen/Bremen im Jahr 1895 insgesamt zehn Bronzeglocken: sechs für St. Martin, vier für die Rochus-Kapelle. Alle Glocken fielen den Glockenbeschlagnahmungen der beiden Weltkriege zum Opfer. 1958 bestellte man dann sechs neue Glocken. Den Auftrag bekam der Glockengießer Friedrich Wilhelm Schilling aus Heidelberg, der auch die neuen Glocken der Basilika St. Martin in Bingen gegossen hatte. Die große Glocke war von 1994 bis 2004 aufgrund ausgefallenen Motors und Läutwerks außer Betrieb. Durch die große finanzielle Unterstützung des Rotary-Clubs und der Initiative der Rochusbruderschaft konnten der Motor und das Läutwerk erneuert werden, und am Pfingstmontag 2004 (31. Mai) konnte das gesamte Geläut in voller Harmonie wieder den Gottesdienst einläuten.
| Nr. | Name          | Schlagton | Gießer, Gussort             | Gussjahr | Masse (kg) | Durchmesser (cm) | Inschrift                                                                                         |
| --- | ------------- | --------- | --------------------------- | -------- | ---------- | ---------------- | ------------------------------------------------------------------------------------------------- |
| 1   | Hl. Rochus    | e1        | F. W. Schilling, Heidelberg | 1958     | 1246       | 123              | Ave sancte Roche, Pestis profligator, Apud regem gloriae Nobis sis precator.                      |
| 2   | Hl. Maria     | g1        | F. W. Schilling, Heidelberg | 1958     | 714        | 102              | O Maria, Virgo benigna, Christianorum auxilium. In terrena domo maligna, Bona sis mater fidelium. |
| 3   | Hl. Hildegard | a1        | F. W. Schilling, Heidelberg | 1958     | 477        | 90,5             | Sancta Hildegardis, Gemma Bingensium, Custodi sancti Rochi, Famulum amoenum.                      |
| 4   | Hl. Rupertus  | h1        | F. W. Schilling, Heidelberg | 1958     | 419        | 83               | Sancte Ruperte, Concivis superum, Iter ad patriam, Fac nobis prosperum.                           |
| 5   | Hl. Josef     | d2        | F. W. Schilling, Heidelberg | 1958     | 238        | 71               | Savatoris nostri pater, Sancte Joseph, Induc nos in patriam.                                      |
| 6   | Hl. Berta     | e2        | F. W. Schilling, Heidelberg | 1958     | 162        | 63               | Beata Bertha, Benigna Matrona, Primam tutare aetatem, Fidam sis nobis in matrem.                  |

## Die Rochuskapelle als Wallfahrtsstätte

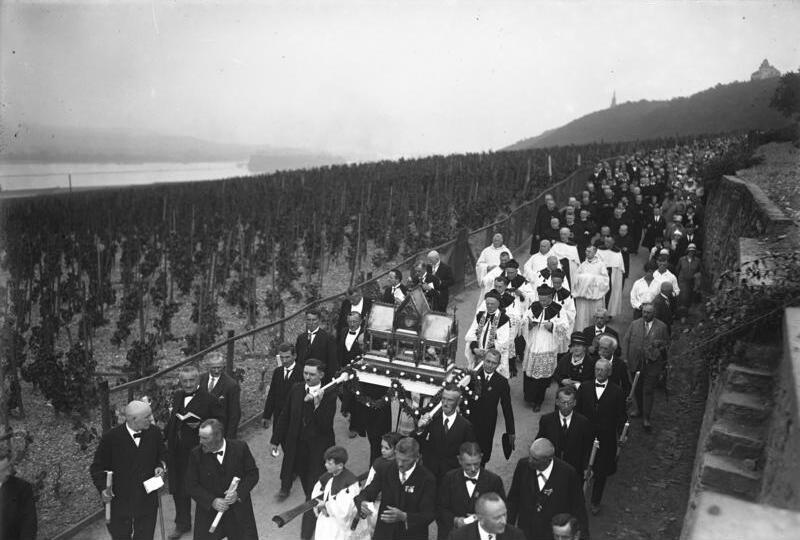
Prozession zum Hildegardesfest

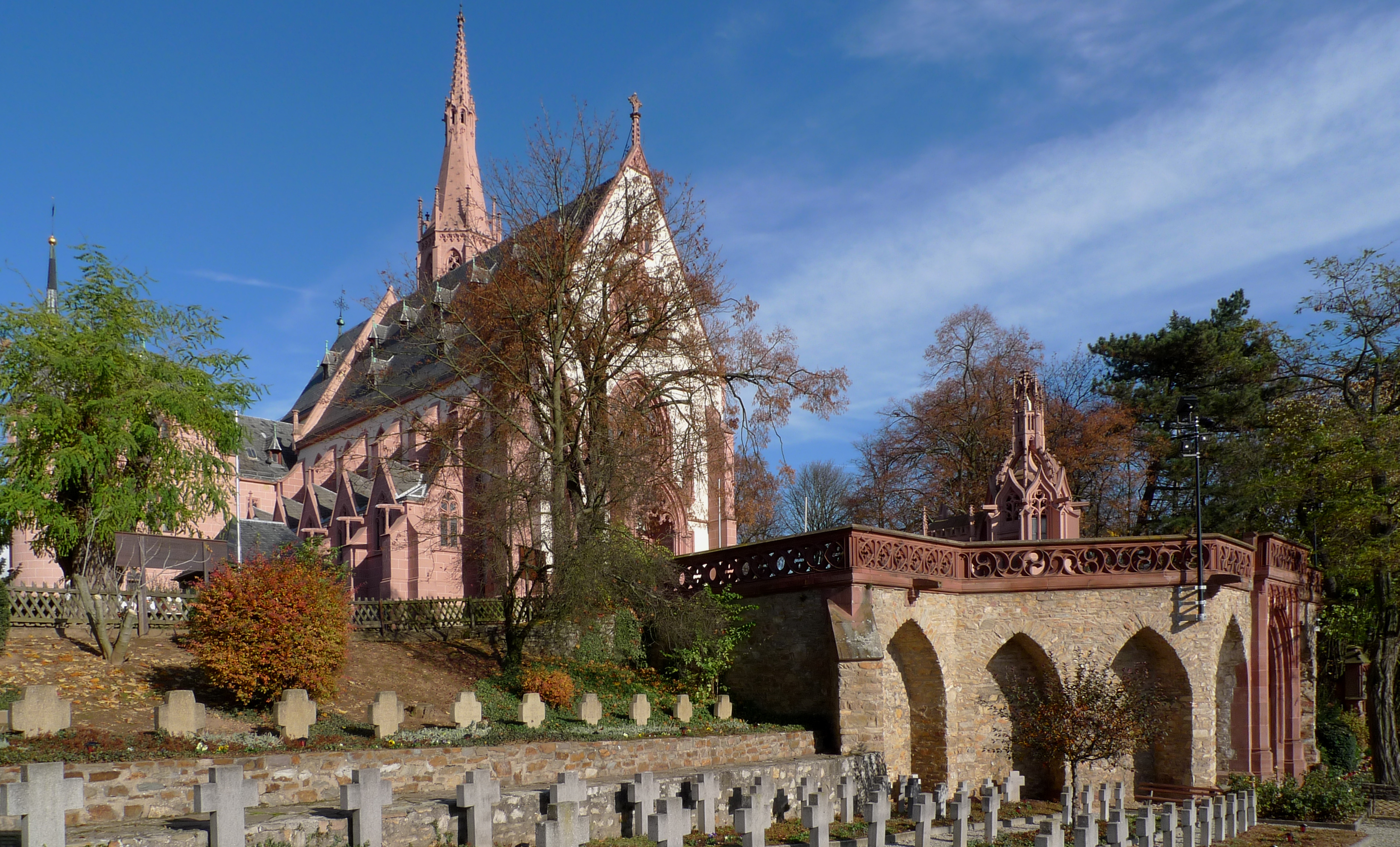
Rochuskapelle mit Bethlehemskapelle

Rheinhessen war wie oben bereits beschrieben immer wieder durch Pest und anderen Epidemien bedroht. So bildeten sich aus Dankbarkeit der überlebenden Bevölkerung Wallfahrten heraus:
- Jakobsberg bei Ockenheim: Die Vierzehn-Nothelfer-Wallfahrt. Hauptwallfahrt: 24. Juli (Christopherus) und 13. Juli (Heilige Margareta), jeweils an dem Sonntag, der dem Festtag am nächsten liegt.
- Laurenziberg bei Gau-Algesheim: Laurenziwallfahrt, jeweils am Sonntag vor oder nach dem Fest des Hl. Laurentius (10. August)
- Rochusberg bei Bingen: Rochuswallfahrt, am Sonntag nach dem Fest des Hl. Rochus (16. August) gemäß Diözesankalender des Bistums Mainz.[10][11]